# Conus compressus
Conus compressus é uma espécie de gastrópode do gênero Conus, pertencente a família Conidae.

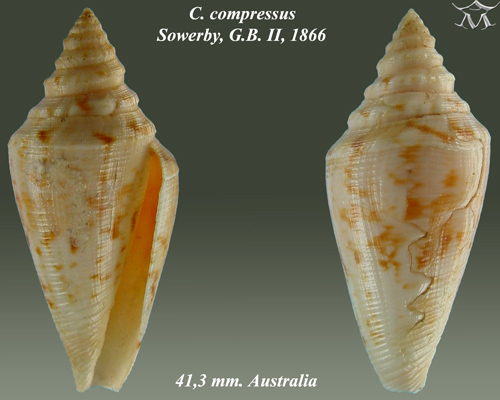